# Lymphogene Metastasierung
Unter Lymphogener Metastasierung versteht man die Ausbreitung von Tochtergeschwülsten (Metastasen) eines Tumors über die abführenden Lymphgefäße in regionale und weiter entfernt liegende Lymphknoten.
Eine wichtige Rolle beim Brustkrebs spielen die sogenannte Wächterlymphknoten (Sentinel-Lymphknoten), in die die Metastasen entlang der physiologischen Bahn als erstes transportiert werden. Beim Lungenkrebs sind besonders die mediastinalen Lymphknoten betroffen, während bei Darmkrebs häufig neben der Hauptschlagader liegende Lymphknoten befallen sind. Durch Untersuchung dieser und in der Nähe befindlicher Lymphknoten kann u. a. herausgefunden werden, wie weit die Metastasierung bereits fortgeschritten ist.